# Josie de Guzman
Josie de Guzman, née à Porto Rico, est une actrice américaine. Elle a joué le rôle de Maria dans la reprise de la comédie musicale West Side Story en 1980 à Broadway.